# Houston Comets
Le Houston Comets sono state una delle squadre di pallacanestro della WNBA (Women's National Basketball Association), il campionato professionistico femminile degli Stati Uniti d'America.

## Storia della franchigia
Le Comets sono una delle originali otto squadre che hanno preso parte nel 1997 al primo campionato WNBA.
Sono la squadra che ha vinto il primo titolo WNBA della storia, e sono state la prima vera dinastia della lega, con quattro titoli consecutivi di campionesse del mondo dal 1997 al 2000.
Il 2 dicembre 2008, dopo essere stata messa in vendita da parte del proprietario, la squadra è stata dichiarata fallita dalla WNBA, e le giocatrici sono state trasferite ad altre squadre della lega tramite un draft di dispersione.

### Numeri ritirati
- 10 - Kim Perrot
- 14 - Cynthia Cooper

## Record stagione per stagione
| Disputa Playoff | Campione di Conference | Campione WNBA |

| Stagione       | V   | P   | %    | Playoff                                                                              | Risultato                                                              |
| -------------- | --- | --- | ---- | ------------------------------------------------------------------------------------ | ---------------------------------------------------------------------- |
| Houston Comets |     |     |      |                                                                                      |                                                                        |
| 1997           | 18  | 10  | 64,3 | Vince le semifinali WNBA Vince le WNBA Finals                                        | Houston - Charlotte 70-54 Houston - New York 65-51                     |
| 1998           | 27  | 3   | 90,0 | Vince le finali di conference Vince le WNBA Finals                                   | Houston 2, Charlotte 0 Houston 2, Phoenix 1                            |
| 1999           | 26  | 6   | 81,3 | Vince le finali di conference Vince le WNBA Finals                                   | Houston 2, Los Angeles 1 Houston 2, New York 1                         |
| 2000           | 27  | 5   | 84,4 | Vince le semifinali di conference Vince le finali di conference Vince le WNBA Finals | Houston 2, Sacramento 0 Houston 2, Los Angeles 0 Houston 2, New York 0 |
| 2001           | 19  | 13  | 59,4 | Perde le semifinali di Conference                                                    | Houston 0, Los Angeles 2                                               |
| 2002           | 24  | 8   | 75,0 | Perde le semifinali di Conference                                                    | Houston 1, Utah 2                                                      |
| 2003           | 20  | 14  | 58,8 | Perde le semifinali di Conference                                                    | Houston 1, Sacramento 2                                                |
| 2004           | 13  | 21  | 38,2 |                                                                                      |                                                                        |
| 2005           | 19  | 15  | 55,9 | Vince le semifinali di conference Perde le finali di conference                      | Houston 2, Seattle 1 Houston 0, Sacramento 2                           |
| 2006           | 18  | 16  | 52,9 | Perde le semifinali di Conference                                                    | Houston 0, Sacramento 2                                                |
| 2007           | 13  | 21  | 38,2 |                                                                                      |                                                                        |
| 2008           | 17  | 17  | 50,0 |                                                                                      |                                                                        |
| Totale         | 241 | 149 | 61,8 |                                                                                      |                                                                        |
| Play-off       | 20  | 14  | 58,8 | 4 Titoli WNBA 4 Titoli di Conference                                                 | 4 Titoli WNBA 4 Titoli di Conference                                   |